# Demisexualitate

Steagul demisexualității utilizează practic culorile steagului asexualității, însă într-un aranjament diferit.

Demisexualitatea este o orientare sexuală în care persoana nu simte atracție sexuală până la formarea unei legături emoționale. Este mai des întâlnită în relațiile romantice, dar nu se limitează doar la acestea. Demisexualitatea nu se referă la comportamentul sexual al unei persoane, nici la dorința acesteia de a face sex. Unele persoane demisexuale întrețin relații sexuale fără a avea o legătură emoțională, la fel ca oricare altă persoană de altă orientare.
Termenul rezultă din prezumția că demisexualitatea se află „la jumătatea” dintre sexualitate și asexualitate. Cu toate acestea, nu înseamnă că demisexualii au o sexualitate incompletă sau pe jumătate și nici că atracția sexuală fără legătură emoțională este necesară pentru o sexualitate completă. Spre deosebire de „hetero-” sau „homo-” sau „a-” etc., care descriu genul de care o persoană se simte sau nu atrasă, prefixul „demi-” descrie circumstanțele în care o persoană poate simți atracție sexuală. Demisexualitatea cade uneori în spectrul asexualității gri. Aceasta diferă de asexualitatea gri prin faptul că demisexualitatea este o orientare sexuală specifică, în timp ce asexualitatea gri este un termen generic extrem de nespecific, folosit pentru a include orice orientare care nu se încadrează în tiparul sexual sau asexual. Termenul „demisexual” a apărut în 2008 pe site-ul The Asexual Visibility and Education Network (AVEN), dar a devenit tot mai popular odată ce tot mai multe persoane s-au identificat cu această orientare.
Demisexualitatea este deseori numită o alegere și nu este luată în considerare ca o orientare înnăscută. Demisexualii nu aleg să se abțină de la actul sexual în sine; pur și simplu le lipsește atracția sexuală până la formarea unei relații intime. De aceea, celibatul nu trebuie confundat cu demisexualitatea. Deși factori ca aspectul sau personalitatea nu afectează atracția sexuală primară în cazul demisexualilor (de vreme ce aceștia nu percep atracția sexuală primară), astfel de factori pot afecta atracția romantică, ca și în orice altă orientare. Spre deosebire de asexuali, demisexualii trăiesc atracția secundară, ca rezultat al unei legături puternice cu partenerul. Când un demisexual este conectat emoțional cu cineva (indiferent dacă sentimentele sunt de dragoste romantică sau prietenie profundă), acesta experimentează atracția și dorința sexuală, dar numai față de partenerul său. Pentru un demisexual, formarea unei relații amoroase este un proces dificil, plin de confuzii și uneori exasperant, deoarece poate trece drept prietenie inițial, transformându-se ulterior într-o atracție sexuală puternică.
Nu există cifre exacte cu privire la ponderea demisexualilor în totalul populației, dar întrucât demisexualitatea cade în categoria asexualității, care reprezintă 1% din oameni, se poate presupune că procentul este mic. Într-un sondaj efectuat pe internet în perioada septembrie–octombrie 2011 asupra 3.436 de persoane din spectrul asexual, 20,6% dintre acestea s-au identificat ca fiind demisexuale, cu mențiunea că participanților li s-a permis să aleagă mai mult de un răspuns.
„Teoria triunghiulară a iubirii” de Robert J. Steinberg susține trăirile demisexualilor, în măsura în care aceasta reiterează existența a mai multor componente în iubire și relații intime. Pe baza teoriei, iubirea compasională este combinația dintre intimitate și angajament într-o relație de lungă durată. Pentru persoanele demisexuale, acest tip de relație emoțională și solidă poate duce la atracție sexuală.

## Alte informații
- Asexualitate

- Orientare sexuală

- Pansexualitate
- Gen non-binar